# Luxemburgi Erzsébet magyar királyné
Luxemburgi Erzsébet (Visegrád, Magyarország, 1409. október 7. – Győr, Magyarország, 1442. december 19.), Magyarország trónörököse, továbbá magyar királyné 1437 decemberétől, német királyné 1438 márciusától, valamint cseh királyné 1438 májusától férjének, Albert királynak 1439 októberében bekövetkezett haláláig.
Erzsébet volt Luxemburgi Zsigmond német-római császár és magyar király egyetlen leánya és felnőttkort megért gyermeke. Születésétől fogva apja örököse volt a Magyar és a Cseh Királyságokban. 1421 szeptemberében, mindössze tizenkét esztendősen házasították össze Albert osztrák herceggel. Apja, Zsigmond király 1437 decemberében bekövetkezett halála után a magyar rendek nem őt, hanem férjét választották az ország új uralkodójának. Koronázásukra 1438. január 1-jén került sor, ám Alberttel ellentétben, akit Pálóci György esztergomi érsek koronázott meg, Erzsébetet Rozgonyi Simon veszprémi püspök – ezzel is jelezve, hogy státusza királynéi, nem uralkodónői.
Egyes korabeli híresztelések szerint szerepe volt az 1439-es budai népmozgalom kirobbanásában. Az események alatt zajló budai országgyűlésen már sikeresen tudott érvényt szerezni jogainak: férje örökösévé nyilvánították, ezzel de facto társuralkodóvá lépett elő. Albert 1439. októberi halálakor az akkor negyedik gyermekével várandós Erzsébet átvette az uralkodói jogok gyakorlását. A lengyel fenyegetéstől tartva azonban a magyar rendek 1440 januárjában III. Ulászló lengyel királyt választották uralkodónak, majd nem sokkal ezt követően, február 22-én megszületett Erzsébet gyermeke, Postumus László. Ezt megelőzően került sor, 1440. február 20-ról 21-re virradóan Kottanner Jánosné Wolfram Ilona, a királyné udvarhölgye által a Szent Korona visegrádi várból való kicsempészésére és Komáromba szállítására. Május 15-re Erzsébet azt is elérte, hogy a mindössze két hónapos fiát Szécsi Dénes esztergomi érsek, Székesfehérvárott magyar királlyá koronázza.
Az események következtében belháború tört ki. Mivel május 21-re Ulászló bevonult Budára, így Erzsébet és zsoldos csapatai, akiket Jan Jiskra vezényelt, csak az ország nyugati és északi részét tartották az irányításuk alatt. A korona eltulajdonításával ugyanakkor a királyné politikailag elszigetelődött: korábbi hívei, Hédervári Lőrinc nádor és Garai László bán is elfordult tőle. A többnyire kisebb összecsapásokkal zajló trónviszály egészen 1442 év végéig elhúzódott, majd a harcoló felek december 13-án, Győrben békét kötöttek. Erzsébet hat nappal az egyezmény után váratlanul elhunyt.

## Születése
Erzsébet pontos születési dátuma nem található meg egyetlen korabeli forrásban sem, viszont Baranyai Béla szerint Zsigmond egy levele alapján megállapítható, melyet Kéméndi Petew fia Jánosnak, Zala megye főispánjának küldött 1410. április 26-ai keltezéssel sabbato post festum s. Georgii, Szent György utáni szombaton, amikor Véglesen pihent Borbála királynéval, akinek a pecsétjét használta az irat lepecsételéséhez. A levélben lánya születéséről tájékoztatja a főispánt. Zsigmond azt mondja, hogy lánya alias circa festum beati Francisci confessoris született, azaz Szent Ferenc ünnepe körül, amely október 4-ére esik. 

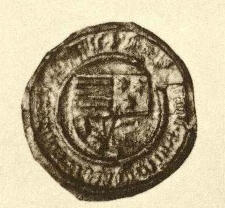
Cillei Borbála királyné pecsétje

A nem pontos megjelölés természetesen nem azt jelenti, hogy Zsigmond ne lett volna tisztában lánya születésének valódi időpontjával, de nagyon is pontosan tudta, ezért hivatkozott Szent Ferenc ünnepére. A circa megjelölés csak arra utal, hogy akkoriban az egyházi ünnepek határozták meg az emberek mindennapjait, és ehhez viszonyítottak, és időzítettek többnyire mindent. Éppen ez a viszonyítási rendszer segít hozzá a pontos születésnap meghatározásához, ugyanis ez azt jelenti, hogy inkább októberben kellett születnie, semmint szeptemberben, hiszen akkor Szent Mihály ünnepére hivatkozott volna az apa, amely szeptember 29-ére esik. A pontos dátum megjelölésében viszont segítségünkre van Erzsébet eljegyzése Alberttel, mely a levél megírását követő évben történt, azaz 1411. október 7-én Pozsonyban, és mivel ez a nap semmilyen egyházi ünnephez nem köthető, így önként adódik az a feltételezés, hogy csak Erzsébet születésnapja okán időzítették erre a napra ezt a fontos állami eseményt a hercegnő második születésnapjára. A születés helyszíne szintén kérdéses, de ugyancsak kikövetkeztethető korabeli források alapján. Kottanner Jánosné hivatkozik az emlékirataiban éppen arra, hogy Erzsébet királynénak Visegrádon kellett volna világra hoznia a fiát, V. Lászlót. „A magyar nemesurak ekkor szívesen látták volna, ha a nemes királyné a visegrádi várban feküdt volna gyermekágyban. Őnagyságának azonban ez nem nagyon volt ínyére, nem is tett semmit ennek érdekében, és nem ment az asszonyházba. Ezt rejtett bölcsességében tette, mert aggódott, hogy ha az asszonyházba jön, akkor gyermekével együtt erőszakkal ott tartják; aztán meg azért, hogy annál kevésbé gondolhassanak rá, hogy a Szent Korona megszerzésére törekszik.” Továbbá Zsigmond király itineráriuma szerint a király 1409. október 9–19 között Visegrádon volt, amely szintén Visegrádot valószínűsíti a születés helyeként. Egyéb dátumok, mint például 1409. február 28., ráadásul Magyarországon kívüli helyszínen, mint Prága vagy ugyanazon év november 27-e, mely a keresztelő napja, téves vagy ellenőrizetlen forrásokon alapulnak.
Erzsébet tehát 1409. október 7-én Visegrádon született Luxemburgi Zsigmond és Cillei Borbála egyetlen leányaként. Erzsébet keresztapja a Sárkány Lovagrend tagjává lett Hervoja herceg volt.

## Élete

### Eljegyzése a magyar vétó ellenére is
A kétéves Erzsébetet az apja, Zsigmond, aki már ekkor német király is volt, ami miatt még nagyobb nemzetközi rangja volt az eseménynek, éppen a lánya második születésnapja alkalmából eljegyezte a 14 éves V. (Habsburg) Albert osztrák herceggel 1411. október 7-én Pozsonyban a magyar rendek beleegyezése nélkül. Erről az eljegyzésről ezért nem is készült a magyar kancellárián hivatalos irat, csak az osztrák és német kancelláriák hirdették ki a saját országuk lakosai számára az eljegyzés tényét, így ez az összejövetel Zsigmond szándékával szembemenve Magyarországon magánjellegű eseménynek számított.

### Apai szigor: Száműzetése az udvarból anyjával együtt
1419-ben Cillei Borbála állítólagos házasságtörése miatt Zsigmond a lányát az anyjával együtt Várad mellé száműzte. Windecke Eberhard, Zsigmond német származású „mindenese”, aki közelről ismerte a királyt, elkísérte külföldi útjain, és különösen pénzügyi machinációinak volt részese, a király halála után az életrajzírója lett. Windecke Magyarországon nősült, pozsonyi polgárasszonyt vett feleségül, ennek köszönhetően a pozsonyi polgárok közé is bekerült, tehát a magyarországi viszonyokat is jól ismerte. Windecke így foglalta össze Borbála királyné állítólagos házasságtöréséről szerzett információit: „Tudnod kell, hogy az Úr 1419. évében, midőn Zsigmond király a német tartományokból és a zsinatról Magyarországra visszatért, hitveséről, Borbáláról igen goromba rágalom jutott a fülébe. Ennek köszönhetően Őfelsége olyan ellenséges érzelmekre gerjedt iránta, hogy az asszonyt sem látni, sem hallani nem akarta. Ezért amint a felséges úr Buda felé közeledett, a királynénak el kellett hagynia a várost, és az Alföldön a jászok és kunok területén át Váradra mennie. Úgy fél évet tölthetett itt, de a királyné, lánya és szolgálói is olyan nyomorúságosan éltek, hogy mindannyiukon betegség lett úrrá. Gyakran előfordult az is, hogy sem kenyér, sem bor nem került az asztalukra addig, amíg nem fizették meg az árát. Mindig ugyanabban az öltözetben kellett járniuk és aludniuk, tetvesek és piszkosak lettek mindannyian. Háromnegyed év is eltelhetett, mire Őfelsége hajlandó volt Váradra menni. Mindez akkor történt, amikor a római király Sandecbe vonult, hogy ott találkozzon a lengyel uralkodóval, és egyezségre lépjen vele. Miközben pedig a király távol volt, azt üzente feleségének, hogy térjen vissza Budára, mivel ő maga Váradra készül, és a királynét továbbra sem akarja látni és hallani. Így a felséges asszonyt Budára kísérték, Őfelsége pedig megérkezett Váradra. Ekkor kereste fel a kegyelmes urat a török szultán követsége, hogy ötven évre szóló békét kössenek, majd amikor ezután a király újra Buda felé indult, a királynét visszaküldték Váradra, ő azonban ezúttal nem kívánt délnek menni, hanem inkább északnak. Így történt tehát, hogy a király és a királyné immáron másfél éve nem találkozott egymással, egészen addig, míg az uralkodó el nem indult Boroszlóba, amiről fentebb már írva vagyon. Ekkor ugyanis György passaui püspök, Hohenlohe grófja, valamint Lajos öttingeni gróf, a király kancellárja és udvarmestere tárgyalni kezdtek, és kibékítették Őfelségét a felséges asszonnyal. Így Szakolcán, szent karácsony estéjén, a fentnevezett évben újra találkoztak. A királyné térdre ereszkedett Őfelsége előtt, kérte kegyelmét, hogy bocsásson meg neki arra az esetre, ha ellene bármit is elkövetett volna. Zsigmond király azonban nem kívánta meghallgatni hitvesének szavait, amint azonban lánya, Erzsébet hercegnő [...] odament hozzá, s mivel a lányát őfelsége különösen szerette, engedett a kérésének, és megbocsátott a királynénak arra az esetre, ha valamit elkövetett volna ellene. Az éjszakát pedig együtt hálták el, viszályuk tehát elcsitult.”

### Ausztria hercegnéje
1421. szeptember 28-án Pozsonyban az apja, Zsigmond  az ekkor már 12. életévébe lépő Erzsébetet feleségül adta jegyeséhez, a 24 éves V. (Habsburg) Albert osztrák herceghez. Erzsébet ugyan csak kilenc nappal később, október 7-én töltötte be a 12. életévét, amely kor a lányoknál az egyházi törvények szerint a házasságra lépés legalacsonyabb korhatárát jelentette. A nagy eseményeket (keresztelő, házasság, koronázás stb.) ugyanakkor szokás volt nagy egyházi ünnepekhez kötni. Erzsébet születésnapjához legközelebbi legnagyobb egyházi ünnep Szent Mihály napja, azaz szeptember 29-e volt, és bár Zsigmond a lánya születését még Szent Ferenc (október 4.) napjához és nem Szent Mihályhoz kötötte, de ezzel csak azt kívánta kifejezni, hogy lánya nem szeptemberben, hanem októberben született, hiszen Erzsébet születésnapja, október 11-e Szent Ferenc napjához esett közelebb. Az esküvőnek viszont a jelentősebb egyházi ünnephez való kötése és a nagy egyházi ünnepet megelőző napon való egybekelés mindenképpen növelte a menyegző jelentőségét. Éppen ezért ezzel is magyarázható, hogy nem várták meg azt a pár napot, míg Erzsébet pontosan betölti a 12. életévét. Ekkor azonban nemcsak ezzel az aprósággal nem törődtek, hanem azzal sem, hogy nem szerezték be a házassághoz szükséges pápai diszpenzációt, amely elengedhetetlen lett volna a házasság érvényességéhez, hiszen Erzsébet és Albert negyedfokú rokonságban álltak, de ez akkor még nem jelentett problémát, bár az eljegyzés óta eltelt tíz évben bőven lett volna alkalom ezt megtenni. Erzsébet hozománya 100.000 arany volt, melyet viszont Zsigmond azonnal vissza is kért a vejétől, amint kifizette azt, valamint még 60.000 arany kölcsönt vett igénybe Alberttől az ekkor megindítandó husziták elleni háborúra.

#### Utódlási nehézségek: Végre ő szül, de csak lányt
Erzsébet ugyan 12 évesen lépett házasságra, de az akkori szokások és elvárások szerint mégis hosszú ideig meddőnek bizonyult, hiszen csak 10 évnyi házasság után esett teherbe, és 22 évesen hozta világra első gyermekét, Annát 1432. április 12-én Bécsben, aki lány lévén Ausztriában nem örökölhetett, Magyarországon pedig édesanyja, Erzsébet mögött a második helyet foglalta el a trónöröklési sorban.
Mikor Erzsébet első gyermekét várta 1431-ben, derült csak ki, hogy nincs meg a szükséges pápai diszpenzáció, amelyet Erzsébet és Albert negyedfokú rokonsága indokolt, mivel mindketten II. Vencel cseh király leszármazottai voltak annak egy-egy lánya révén. Luxemburgi Erzsébet II. Vencel ükunokája volt annak idősebb lánya, Přemysl Erzsébet cseh királyi hercegnő, későbbi cseh királyné révén, akinek a férje, Luxemburgi János a felesége kezével elnyerte a cseh koronát 1310-ben, és az ő fiuk volt IV. Károly német-római császár, Luxemburgi Erzsébet apjának, Zsigmond magyar királynak az édesapja. Albert pedig II. Vencel szépunokája (5. leszármazottja) volt annak ifjabb lánya, Přemysl Margit cseh királyi hercegnő, későbbi briegi hercegné jogán. Margit hercegnő III. Boleszláv briegi herceg feleségeként Bajor Johanna Zsófia osztrák hercegnének, Albert édesanyjának a dédanyja volt. A házaspár IV. Jenő pápához fordult a szükséges okiratért, aki haladéktalanul kiállította a még hiányzó diszpenzációt. A házasságuk ugyanis addig elvileg érvénytelennek számított, ameddig be nem szerezték hozzá a pápai hozzájárulást és felmentést a közeli rokonsági fok miatt. Ez különösen azért vált most sürgetővé, mert a születendő gyermekük törvényességét is kétségbe vonta volna a pápai diszpenzáció hiánya.
Bertrandon de la Broquière burgundi kém és utazó, aki III. Fülöp burgundi herceg megbízásából járt a bécsi udvarban is, hiszen a burgundi herceg V. Albert osztrák herceg elsőfokú unokatestvére volt, mivel Fülöpnek az anyja, Bajor Margit és Albertnek az anyja, Bajor Johanna Zsófia édestestvérek voltak, a leírásaiban beszámolt az Anna hercegnő születését követő ünnepségekről. Miután ez idáig az osztrák hercegi párt elkerülte a gyermekáldás, Anna hercegnőnek, az elsőszülött gyermeknek a világra jötte nagy eseménynek számított, és ez okot adott az örömre, a fesztiválok és lovagi tornák megrendezésére.

#### Zsigmond hiú fiúábrándjai: Fiú születik, de csak a második lány marad életben
A várva-várt fiú örököst Erzsébet három évvel később, 1435. február 16-án Bécsben hozta világra, két nappal az apja, Zsigmond 67. születésnapja (február 14.) után, és a György nevet kapta, de mindössze csak három órát élt. Születésekor automatikusan Ausztria trónörököse lett, és mivel nagyapjának, Zsigmondnak nem születtek életképes és törvényes fiúgyermekei a második, Cillei Borbálával kötött házasságából sem, ezért Zsigmond azt tervezte, hogy születendő fiúunokáját Magyarországon, a magyar korona leendő örököseként fogja neveltetni, és ezt már lánya házassági szerződésében is kikötötte 1421-ben.
György herceg azonban nem tudta beteljesíteni sem az anya, Erzsébet, sem a nagyapa, Zsigmond, sem az apa, Albert várakozásait, akik mind más-más reményeket tápláltak a fiúörökös érkeztével, ugyanis a kis herceg a születése után rögtön meghalt.  Két évvel később, 1437-ben Bécsben Erzsébet újabb gyermeket szült, egy második leányt, aki az édesanyja után szintén az Erzsébet nevet kapta, és később ő vitte tovább a magyar királyok vérvonalát.

### Magyarország második királynője vagy csak sokadik királynéja
Erzsébet ugyan a Magyar Királyság örökösének számított, de apja halála után hivatalosan Albertet választották királlyá 1438-ban. A gyakorlatban azonban Erzsébet volt a király, mivel Albert általában külföldön tartózkodott.január 1-jén férjével együtt került sor a koronázására, de őt nem az esztergomi érsek, hanem Rozgonyi Simon veszprémi püspök kente fel. Jogait csak az 1439-es budai országgyűlésen (1439. május 29.) tudta érvényesíttetni, ami a május 23-án Budán kitört népmozgalom után ült össze, ahol kvázi társuralkodóvá és férje örökösévé nyilvánították. Habár már az országgyűlés előtt kijelentették, hogy Erzsébet pozíciója nem azonos az özvegy Borbála királyné státuszával, mivel Erzsébet a királyság természetes örököse. Így hiába nem a Szent Koronával kenték fel, társuralkodói jogait így is gyakorolta.

#### Magyarország örököse a férje halála után
Albert 1439. október 27-én bekövetkezett halálával Erzsébet a saját nevében át is vette az uralkodói jogok gyakorlását, hiszen a magyar rendek Erzsébet királynét a Magyar Királyság jog szerinti örökösnőjének tekintették, újbóli házasságkötését szorgalmazták, és azt kívánták, hogy az 1440-ben a 31. életévébe lépő Erzsébet királyné menjen férjhez a nála 15 évvel fiatalabb és 16. életévébe lépő III. Ulászló lengyel királyhoz, akit 1440. január 18-án a rendek meghívtak a magyar trónra. Erzsébet királyné színleg a beleegyezését adta az Ulászlóval kötendő házassághoz.

#### Magyarország régense a fia nevében

##### Életképes fiú születik, de már csak az apja halála után
Amikor azonban a fia, V. László 1440. február 22-én megszületett Komáromban, azután már csak a fia nevében uralkodott, visszavonta az Ulászlóval kötendő házassághoz adott beleegyezését, amelyet állítása szerint csak "kényszer" hatására tett meg korábban, azonban haláláig megtartotta a királyi hatalmat. Ekkor teljesen megmerevedtek az álláspontok, az ország ketté szakadt.

##### A korona elrablása
Erzsébet a Cillei–Garai-ligára támaszkodva szívós harcot kezdett fia trónjáért. A kisebbik lányának, Erzsébet hercegnőnek a szárazdajkája, Kottanner Jánosné által Visegrádról ellopatott Szent Koronával a három hónapos fiát Székesfehérvárott Szécsi Dénes esztergomi érsekkel 1440. május 15-én királlyá koronáztatta. Az Ulászlótól visszatérő Thallóczy Mátét és Marcali Imrét viszont elfogatta, ugyanakkor Ulászló trónra léptét nem akadályozhatta meg.
I. (III.) Ulászlónak Budára való bevonulása (1440. május 21.) után csak az ország nyugati és északi része tartozott az uralma alá, és Komáromból Győrön át Pozsonyba kellett menekülnie, fiát és a koronát is kénytelen volt III. Frigyesnek átadni, de makacsul visszautasított minden megegyezési kísérletet, és Giskrát a Felvidékre szabadította.

##### Győri béke
Csak a konfliktus elmérgesedésének, valamint az ország megosztottságának a megszüntetése iránti igény kényszerítette ki végül a fegyverszünetet és a megbékélést, amely IV. Jenő pápa közvetítésre létre is jött Giuliano Cesarini pápai követnek köszönhetően.
1442. november 25-én Erzsébet és I. Ulászló Győrött személyesen is találkoztak, és december 13-án békét kötöttek.
A Luxemburgi Erzsébet és I. Ulászló közötti megegyezés értelmében, amely fia jogainak fenntartása mellett Ulászló uralmát is elismerte, idősebb lányát, Annát eljegyezték Ulászlóval, míg húgát, Erzsébet hercegnőt Ulászló öccsével, Jagelló Kázmér lengyel és litván herceggel.

## Halála
A megegyezés után pár nappal, 1442. december 19-én Luxemburgi Erzsébet királyné váratlanul meghalt Győrben. A megállapodásból I. Ulászló korai halála (1444) miatt viszont csak Erzsébet hercegnő és Kázmér herceg házassága valósult meg 1454-ben, aki akkor már IV. Kázmér néven lengyel király volt.
Erzsébetet Székesfehérvárott temették el. Cillei Borbála túlélte egyetlen gyermekét, akit 1438 elején láthatott személyesen utoljára, mikor veje fogságából kiszabadulva előbb Lengyelországba, végül Csehországba távozott. Élete hátralevő éveiben Erzsébet anyja az 1437-es prágai koronázásakor a számára juttatott, és özvegyi jogon neki járó cseh királynéi váraiban tartózkodott a haláláig, hiszen a magyar országgyűlés Borbálát kitiltotta az országból, a magyar birtokait elkobozta, és azokat a lányának, Erzsébetnek juttatta, azonban Borbálát sohasem rehabilitálták.

## Családja és származása

### Családja
Erzsébet királyné a Luxemburg-ház cseh ágából származott, amely 1310 óta uralkodott Csehországban, és kisebb megszakításokkal a német királyi és a német-római császári címet is viselte. Ősei között mind apai, mind pedig anyai ágon képviselve van az Árpád-ház, és Erzsébet az apja, Zsigmond révén leányágon IV. Béla magyar király 7. (generációs) leszármazottja volt. 
Emellett Erzsébet az édesanyjának, Cillei Borbálának az ágán IV. Béla fiának, V. István magyar királynak a 7. (generációs) leszármazottja volt, mégpedig V. István elsőszülött lánya, Árpád-házi Katalin által.

### Legközelebbi rokonsági fok Luxemburgi Erzsébet és a férje között
|  |  |  |  |  |  | | | | | | | | | | | | | | | | | | |  |  |  |  | | | | | | |  |  |  |  |  |  |  |  |  |  |  |  |  |  |  |  |  |  |  |  |  |  |  |  |  |  |  |  |  |  |  |  |  |  |  |  |  |  |  |  |  |  |
|  |  |  |  |  |  | | | | | | | | | | | | | | | IV. Béla magyar király 1206–1270 felesége: Laszkarisz Mária 1206 körül–1270                                  | | | |  |  |  |  | | | | | | |  |  |  |  |  |  |  |  |  |  |  |  |  |  |  |  |  |  |  |  |  |  |  |  |  |  |  |  |  |  |  |  |  |  |  |  |  |  |  |  |  |  |
|  |  |  |  |  |  | | | | | | | | | | | | | | | | | | |  |  |  |  | | | | | | |  |  |  |  |  |  |  |  |  |  |  |  |  |  |  |  |  |  |  |  |  |  |  |  |  |  |  |  |  |  |  |  |  |  |  |  |  |  |  |  |  |  |
|  |  |  |  |  |  | | | | | | | | | | | | | | | | | | |  |  |  |  | | | | | | |  |  |  |  |  |  |  |  |  |  |  |  |  |  |  |  |  |  |  |  |  |  |  |  |  |  |  |  |  |  |  |  |  |  |  |  |  |  |  |  |  |  |
|  |  |  |  |  |  | | | | | | | Árpád-házi Anna magyar királyi hercegnő 1226/27–1285 körül férje:III. Rosztyiszlav kijevi nagyfejedelem 1219–1263 | Árpád-házi Anna magyar királyi hercegnő 1226/27–1285 körül férje:III. Rosztyiszlav kijevi nagyfejedelem 1219–1263 | Árpád-házi Anna magyar királyi hercegnő 1226/27–1285 körül férje:III. Rosztyiszlav kijevi nagyfejedelem 1219–1263 | Árpád-házi Anna magyar királyi hercegnő 1226/27–1285 körül férje:III. Rosztyiszlav kijevi nagyfejedelem 1219–1263 | Árpád-házi Anna magyar királyi hercegnő 1226/27–1285 körül férje:III. Rosztyiszlav kijevi nagyfejedelem 1219–1263 | Árpád-házi Anna magyar királyi hercegnő 1226/27–1285 körül férje:III. Rosztyiszlav kijevi nagyfejedelem 1219–1263 | | | | | | |  |  |  |  | V. István magyar király 1239–1272 felesége: Kun Erzsébet 1240–1290/95                                                   | V. István magyar király 1239–1272 felesége: Kun Erzsébet 1240–1290/95                                                   | V. István magyar király 1239–1272 felesége: Kun Erzsébet 1240–1290/95                                                   | V. István magyar király 1239–1272 felesége: Kun Erzsébet 1240–1290/95                                                   | V. István magyar király 1239–1272 felesége: Kun Erzsébet 1240–1290/95                                                   | V. István magyar király 1239–1272 felesége: Kun Erzsébet 1240–1290/95                                                   |  |  |  |  |  |  |  |  |  |  |  |  |  |  |  |  |  |  |  |  |  |  |  |  |  |  |  |  |  |  |  |  |  |  |  |  |  |  |  |  |  |  |
|  |  |  |  |  |  | | | | | | | Árpád-házi Anna magyar királyi hercegnő 1226/27–1285 körül férje:III. Rosztyiszlav kijevi nagyfejedelem 1219–1263 | Árpád-házi Anna magyar királyi hercegnő 1226/27–1285 körül férje:III. Rosztyiszlav kijevi nagyfejedelem 1219–1263 | Árpád-házi Anna magyar királyi hercegnő 1226/27–1285 körül férje:III. Rosztyiszlav kijevi nagyfejedelem 1219–1263 | Árpád-házi Anna magyar királyi hercegnő 1226/27–1285 körül férje:III. Rosztyiszlav kijevi nagyfejedelem 1219–1263 | Árpád-házi Anna magyar királyi hercegnő 1226/27–1285 körül férje:III. Rosztyiszlav kijevi nagyfejedelem 1219–1263 | Árpád-házi Anna magyar királyi hercegnő 1226/27–1285 körül férje:III. Rosztyiszlav kijevi nagyfejedelem 1219–1263 | | | | | | |  |  |  |  | V. István magyar király 1239–1272 felesége: Kun Erzsébet 1240–1290/95                                                   | V. István magyar király 1239–1272 felesége: Kun Erzsébet 1240–1290/95                                                   | V. István magyar király 1239–1272 felesége: Kun Erzsébet 1240–1290/95                                                   | V. István magyar király 1239–1272 felesége: Kun Erzsébet 1240–1290/95                                                   | V. István magyar király 1239–1272 felesége: Kun Erzsébet 1240–1290/95                                                   | V. István magyar király 1239–1272 felesége: Kun Erzsébet 1240–1290/95                                                   |  |  |  |  |  |  |  |  |  |  |  |  |  |  |  |  |  |  |  |  |  |  |  |  |  |  |  |  |  |  |  |  |  |  |  |  |  |  |  |  |  |  |
|  |  |  |  |  |  | | | | | | | Rurik Kunigunda 1245–1285 1. fj.: II. Ottokár cseh király 1232–1278 2. fj.: Falkenstein Závis 1250 körül–1290     | Rurik Kunigunda 1245–1285 1. fj.: II. Ottokár cseh király 1232–1278 2. fj.: Falkenstein Závis 1250 körül–1290     | Rurik Kunigunda 1245–1285 1. fj.: II. Ottokár cseh király 1232–1278 2. fj.: Falkenstein Závis 1250 körül–1290     | Rurik Kunigunda 1245–1285 1. fj.: II. Ottokár cseh király 1232–1278 2. fj.: Falkenstein Závis 1250 körül–1290     | Rurik Kunigunda 1245–1285 1. fj.: II. Ottokár cseh király 1232–1278 2. fj.: Falkenstein Závis 1250 körül–1290     | Rurik Kunigunda 1245–1285 1. fj.: II. Ottokár cseh király 1232–1278 2. fj.: Falkenstein Závis 1250 körül–1290     | | | | | | |  |  |  |  | Árpád-házi Katalin magyar királyi hercegnő 1256/57–1314 után férje: Dragutin István szerb király 1252–1316              | Árpád-házi Katalin magyar királyi hercegnő 1256/57–1314 után férje: Dragutin István szerb király 1252–1316              | Árpád-házi Katalin magyar királyi hercegnő 1256/57–1314 után férje: Dragutin István szerb király 1252–1316              | Árpád-házi Katalin magyar királyi hercegnő 1256/57–1314 után férje: Dragutin István szerb király 1252–1316              | Árpád-házi Katalin magyar királyi hercegnő 1256/57–1314 után férje: Dragutin István szerb király 1252–1316              | Árpád-házi Katalin magyar királyi hercegnő 1256/57–1314 után férje: Dragutin István szerb király 1252–1316              |  |  |  |  |  |  |  |  |  |  |  |  |  |  |  |  |  |  |  |  |  |  |  |  |  |  |  |  |  |  |  |  |  |  |  |  |  |  |  |  |  |  |
|  |  |  |  |  |  | | | | | | | Rurik Kunigunda 1245–1285 1. fj.: II. Ottokár cseh király 1232–1278 2. fj.: Falkenstein Závis 1250 körül–1290     | Rurik Kunigunda 1245–1285 1. fj.: II. Ottokár cseh király 1232–1278 2. fj.: Falkenstein Závis 1250 körül–1290     | Rurik Kunigunda 1245–1285 1. fj.: II. Ottokár cseh király 1232–1278 2. fj.: Falkenstein Závis 1250 körül–1290     | Rurik Kunigunda 1245–1285 1. fj.: II. Ottokár cseh király 1232–1278 2. fj.: Falkenstein Závis 1250 körül–1290     | Rurik Kunigunda 1245–1285 1. fj.: II. Ottokár cseh király 1232–1278 2. fj.: Falkenstein Závis 1250 körül–1290     | Rurik Kunigunda 1245–1285 1. fj.: II. Ottokár cseh király 1232–1278 2. fj.: Falkenstein Závis 1250 körül–1290     | | | | | | |  |  |  |  | Árpád-házi Katalin magyar királyi hercegnő 1256/57–1314 után férje: Dragutin István szerb király 1252–1316              | Árpád-házi Katalin magyar királyi hercegnő 1256/57–1314 után férje: Dragutin István szerb király 1252–1316              | Árpád-házi Katalin magyar királyi hercegnő 1256/57–1314 után férje: Dragutin István szerb király 1252–1316              | Árpád-házi Katalin magyar királyi hercegnő 1256/57–1314 után férje: Dragutin István szerb király 1252–1316              | Árpád-házi Katalin magyar királyi hercegnő 1256/57–1314 után férje: Dragutin István szerb király 1252–1316              | Árpád-házi Katalin magyar királyi hercegnő 1256/57–1314 után férje: Dragutin István szerb király 1252–1316              |  |  |  |  |  |  |  |  |  |  |  |  |  |  |  |  |  |  |  |  |  |  |  |  |  |  |  |  |  |  |  |  |  |  |  |  |  |  |  |  |  |  |
|  |  |  |  |  |  | | | | | | | [1.] II. Vencel cseh király 1271–1305 1. fg. Habsburg Judit 1271–1297 2. fg.: Piast Erzsébet Richeza 1288–1335    | [1.] II. Vencel cseh király 1271–1305 1. fg. Habsburg Judit 1271–1297 2. fg.: Piast Erzsébet Richeza 1288–1335    | [1.] II. Vencel cseh király 1271–1305 1. fg. Habsburg Judit 1271–1297 2. fg.: Piast Erzsébet Richeza 1288–1335    | [1.] II. Vencel cseh király 1271–1305 1. fg. Habsburg Judit 1271–1297 2. fg.: Piast Erzsébet Richeza 1288–1335    | [1.] II. Vencel cseh király 1271–1305 1. fg. Habsburg Judit 1271–1297 2. fg.: Piast Erzsébet Richeza 1288–1335    | [1.] II. Vencel cseh király 1271–1305 1. fg. Habsburg Judit 1271–1297 2. fg.: Piast Erzsébet Richeza 1288–1335    | | | | | | |  |  |  |  | Nemanjić Erzsébet szerb királyi hercegnő 1270 körül–1331 férje: I. István bosnyák bán 1242 körül–1314                   | Nemanjić Erzsébet szerb királyi hercegnő 1270 körül–1331 férje: I. István bosnyák bán 1242 körül–1314                   | Nemanjić Erzsébet szerb királyi hercegnő 1270 körül–1331 férje: I. István bosnyák bán 1242 körül–1314                   | Nemanjić Erzsébet szerb királyi hercegnő 1270 körül–1331 férje: I. István bosnyák bán 1242 körül–1314                   | Nemanjić Erzsébet szerb királyi hercegnő 1270 körül–1331 férje: I. István bosnyák bán 1242 körül–1314                   | Nemanjić Erzsébet szerb királyi hercegnő 1270 körül–1331 férje: I. István bosnyák bán 1242 körül–1314                   |  |  |  |  |  |  |  |  |  |  |  |  |  |  |  |  |  |  |  |  |  |  |  |  |  |  |  |  |  |  |  |  |  |  |  |  |  |  |  |  |  |  |
|  |  |  |  |  |  | | | | | | | [1.] II. Vencel cseh király 1271–1305 1. fg. Habsburg Judit 1271–1297 2. fg.: Piast Erzsébet Richeza 1288–1335    | [1.] II. Vencel cseh király 1271–1305 1. fg. Habsburg Judit 1271–1297 2. fg.: Piast Erzsébet Richeza 1288–1335    | [1.] II. Vencel cseh király 1271–1305 1. fg. Habsburg Judit 1271–1297 2. fg.: Piast Erzsébet Richeza 1288–1335    | [1.] II. Vencel cseh király 1271–1305 1. fg. Habsburg Judit 1271–1297 2. fg.: Piast Erzsébet Richeza 1288–1335    | [1.] II. Vencel cseh király 1271–1305 1. fg. Habsburg Judit 1271–1297 2. fg.: Piast Erzsébet Richeza 1288–1335    | [1.] II. Vencel cseh király 1271–1305 1. fg. Habsburg Judit 1271–1297 2. fg.: Piast Erzsébet Richeza 1288–1335    | | | | | | |  |  |  |  | Nemanjić Erzsébet szerb királyi hercegnő 1270 körül–1331 férje: I. István bosnyák bán 1242 körül–1314                   | Nemanjić Erzsébet szerb királyi hercegnő 1270 körül–1331 férje: I. István bosnyák bán 1242 körül–1314                   | Nemanjić Erzsébet szerb királyi hercegnő 1270 körül–1331 férje: I. István bosnyák bán 1242 körül–1314                   | Nemanjić Erzsébet szerb királyi hercegnő 1270 körül–1331 férje: I. István bosnyák bán 1242 körül–1314                   | Nemanjić Erzsébet szerb királyi hercegnő 1270 körül–1331 férje: I. István bosnyák bán 1242 körül–1314                   | Nemanjić Erzsébet szerb királyi hercegnő 1270 körül–1331 férje: I. István bosnyák bán 1242 körül–1314                   |  |  |  |  |  |  |  |  |  |  |  |  |  |  |  |  |  |  |  |  |  |  |  |  |  |  |  |  |  |  |  |  |  |  |  |  |  |  |  |  |  |  |
|  |  |  |  |  |  | | | | | | | | | | | | | | | | | | |  |  |  |  | | | | | | |  |  |  |  |  |  |  |  |  |  |  |  |  |  |  |  |  |  |  |  |  |  |  |  |  |  |  |  |  |  |  |  |  |  |  |  |  |  |  |  |  |  |
|  |  |  |  |  |  | [1.] Přemysl Erzsébet cseh királyi hercegnő 1292–1330 férje: I. (Luxemburgi/Vak) János cseh király 1296–1346                                                                                        | [1.] Přemysl Erzsébet cseh királyi hercegnő 1292–1330 férje: I. (Luxemburgi/Vak) János cseh király 1296–1346                                                                                        | [1.] Přemysl Erzsébet cseh királyi hercegnő 1292–1330 férje: I. (Luxemburgi/Vak) János cseh király 1296–1346                                                                                        | [1.] Přemysl Erzsébet cseh királyi hercegnő 1292–1330 férje: I. (Luxemburgi/Vak) János cseh király 1296–1346                                                                                        | [1.] Přemysl Erzsébet cseh királyi hercegnő 1292–1330 férje: I. (Luxemburgi/Vak) János cseh király 1296–1346                                                                                        | [1.] Přemysl Erzsébet cseh királyi hercegnő 1292–1330 férje: I. (Luxemburgi/Vak) János cseh király 1296–1346                                                                                        | | | | | | | [1.] Přemysl Margit cseh királyi hercegnő 1296–1322 férje: III. Boleszláv briegi herceg 1291–1351            | [1.] Přemysl Margit cseh királyi hercegnő 1296–1322 férje: III. Boleszláv briegi herceg 1291–1351            | [1.] Přemysl Margit cseh királyi hercegnő 1296–1322 férje: III. Boleszláv briegi herceg 1291–1351            | [1.] Přemysl Margit cseh királyi hercegnő 1296–1322 férje: III. Boleszláv briegi herceg 1291–1351            | [1.] Přemysl Margit cseh királyi hercegnő 1296–1322 férje: III. Boleszláv briegi herceg 1291–1351            | [1.] Přemysl Margit cseh királyi hercegnő 1296–1322 férje: III. Boleszláv briegi herceg 1291–1351            |  |  |  |  | Kotromanić Ulászló boszniai régens ?–1354 felesége: Šubić Ilona 1306 körül–1378                                         | Kotromanić Ulászló boszniai régens ?–1354 felesége: Šubić Ilona 1306 körül–1378                                         | Kotromanić Ulászló boszniai régens ?–1354 felesége: Šubić Ilona 1306 körül–1378                                         | Kotromanić Ulászló boszniai régens ?–1354 felesége: Šubić Ilona 1306 körül–1378                                         | Kotromanić Ulászló boszniai régens ?–1354 felesége: Šubić Ilona 1306 körül–1378                                         | Kotromanić Ulászló boszniai régens ?–1354 felesége: Šubić Ilona 1306 körül–1378                                         |  |  |  |  |  |  |  |  |  |  |  |  |  |  |  |  |  |  |  |  |  |  |  |  |  |  |  |  |  |  |  |  |  |  |  |  |  |  |  |  |  |  |
|  |  |  |  |  |  | [1.] Přemysl Erzsébet cseh királyi hercegnő 1292–1330 férje: I. (Luxemburgi/Vak) János cseh király 1296–1346                                                                                        | [1.] Přemysl Erzsébet cseh királyi hercegnő 1292–1330 férje: I. (Luxemburgi/Vak) János cseh király 1296–1346                                                                                        | [1.] Přemysl Erzsébet cseh királyi hercegnő 1292–1330 férje: I. (Luxemburgi/Vak) János cseh király 1296–1346                                                                                        | [1.] Přemysl Erzsébet cseh királyi hercegnő 1292–1330 férje: I. (Luxemburgi/Vak) János cseh király 1296–1346                                                                                        | [1.] Přemysl Erzsébet cseh királyi hercegnő 1292–1330 férje: I. (Luxemburgi/Vak) János cseh király 1296–1346                                                                                        | [1.] Přemysl Erzsébet cseh királyi hercegnő 1292–1330 férje: I. (Luxemburgi/Vak) János cseh király 1296–1346                                                                                        | | | | | | | [1.] Přemysl Margit cseh királyi hercegnő 1296–1322 férje: III. Boleszláv briegi herceg 1291–1351            | [1.] Přemysl Margit cseh királyi hercegnő 1296–1322 férje: III. Boleszláv briegi herceg 1291–1351            | [1.] Přemysl Margit cseh királyi hercegnő 1296–1322 férje: III. Boleszláv briegi herceg 1291–1351            | [1.] Přemysl Margit cseh királyi hercegnő 1296–1322 férje: III. Boleszláv briegi herceg 1291–1351            | [1.] Přemysl Margit cseh királyi hercegnő 1296–1322 férje: III. Boleszláv briegi herceg 1291–1351            | [1.] Přemysl Margit cseh királyi hercegnő 1296–1322 férje: III. Boleszláv briegi herceg 1291–1351            |  |  |  |  | Kotromanić Ulászló boszniai régens ?–1354 felesége: Šubić Ilona 1306 körül–1378                                         | Kotromanić Ulászló boszniai régens ?–1354 felesége: Šubić Ilona 1306 körül–1378                                         | Kotromanić Ulászló boszniai régens ?–1354 felesége: Šubić Ilona 1306 körül–1378                                         | Kotromanić Ulászló boszniai régens ?–1354 felesége: Šubić Ilona 1306 körül–1378                                         | Kotromanić Ulászló boszniai régens ?–1354 felesége: Šubić Ilona 1306 körül–1378                                         | Kotromanić Ulászló boszniai régens ?–1354 felesége: Šubić Ilona 1306 körül–1378                                         |  |  |  |  |  |  |  |  |  |  |  |  |  |  |  |  |  |  |  |  |  |  |  |  |  |  |  |  |  |  |  |  |  |  |  |  |  |  |  |  |  |  |
|  |  |  |  |  |  | IV. (I.) Károly német-római császár és cseh király 1316–1378 1. fg. Valois Blanka 1316–1348 2. fg.: Bajor Anna 1329–1353 3. fg. Świdnicai Anna 1339 körül–1362 4. fg. Pomerániai Erzsébet 1347–1393 | IV. (I.) Károly német-római császár és cseh király 1316–1378 1. fg. Valois Blanka 1316–1348 2. fg.: Bajor Anna 1329–1353 3. fg. Świdnicai Anna 1339 körül–1362 4. fg. Pomerániai Erzsébet 1347–1393 | IV. (I.) Károly német-római császár és cseh király 1316–1378 1. fg. Valois Blanka 1316–1348 2. fg.: Bajor Anna 1329–1353 3. fg. Świdnicai Anna 1339 körül–1362 4. fg. Pomerániai Erzsébet 1347–1393 | IV. (I.) Károly német-római császár és cseh király 1316–1378 1. fg. Valois Blanka 1316–1348 2. fg.: Bajor Anna 1329–1353 3. fg. Świdnicai Anna 1339 körül–1362 4. fg. Pomerániai Erzsébet 1347–1393 | IV. (I.) Károly német-római császár és cseh király 1316–1378 1. fg. Valois Blanka 1316–1348 2. fg.: Bajor Anna 1329–1353 3. fg. Świdnicai Anna 1339 körül–1362 4. fg. Pomerániai Erzsébet 1347–1393 | IV. (I.) Károly német-római császár és cseh király 1316–1378 1. fg. Valois Blanka 1316–1348 2. fg.: Bajor Anna 1329–1353 3. fg. Świdnicai Anna 1339 körül–1362 4. fg. Pomerániai Erzsébet 1347–1393 | | | | | | | I. Lajos briegi herceg 1313/21–1398 felesége Piast Ágnes 1312/21–1362                                        | I. Lajos briegi herceg 1313/21–1398 felesége Piast Ágnes 1312/21–1362                                        | I. Lajos briegi herceg 1313/21–1398 felesége Piast Ágnes 1312/21–1362                                        | I. Lajos briegi herceg 1313/21–1398 felesége Piast Ágnes 1312/21–1362                                        | I. Lajos briegi herceg 1313/21–1398 felesége Piast Ágnes 1312/21–1362                                        | I. Lajos briegi herceg 1313/21–1398 felesége Piast Ágnes 1312/21–1362                                        |  |  |  |  | Kotromanić Katalin bosnyák királyi hercegnő ?–1396 körül férje: I. Hermann cillei gróf 1332/34–1385                     | Kotromanić Katalin bosnyák királyi hercegnő ?–1396 körül férje: I. Hermann cillei gróf 1332/34–1385                     | Kotromanić Katalin bosnyák királyi hercegnő ?–1396 körül férje: I. Hermann cillei gróf 1332/34–1385                     | Kotromanić Katalin bosnyák királyi hercegnő ?–1396 körül férje: I. Hermann cillei gróf 1332/34–1385                     | Kotromanić Katalin bosnyák királyi hercegnő ?–1396 körül férje: I. Hermann cillei gróf 1332/34–1385                     | Kotromanić Katalin bosnyák királyi hercegnő ?–1396 körül férje: I. Hermann cillei gróf 1332/34–1385                     |  |  |  |  |  |  |  |  |  |  |  |  |  |  |  |  |  |  |  |  |  |  |  |  |  |  |  |  |  |  |  |  |  |  |  |  |  |  |  |  |  |  |
|  |  |  |  |  |  | IV. (I.) Károly német-római császár és cseh király 1316–1378 1. fg. Valois Blanka 1316–1348 2. fg.: Bajor Anna 1329–1353 3. fg. Świdnicai Anna 1339 körül–1362 4. fg. Pomerániai Erzsébet 1347–1393 | IV. (I.) Károly német-római császár és cseh király 1316–1378 1. fg. Valois Blanka 1316–1348 2. fg.: Bajor Anna 1329–1353 3. fg. Świdnicai Anna 1339 körül–1362 4. fg. Pomerániai Erzsébet 1347–1393 | IV. (I.) Károly német-római császár és cseh király 1316–1378 1. fg. Valois Blanka 1316–1348 2. fg.: Bajor Anna 1329–1353 3. fg. Świdnicai Anna 1339 körül–1362 4. fg. Pomerániai Erzsébet 1347–1393 | IV. (I.) Károly német-római császár és cseh király 1316–1378 1. fg. Valois Blanka 1316–1348 2. fg.: Bajor Anna 1329–1353 3. fg. Świdnicai Anna 1339 körül–1362 4. fg. Pomerániai Erzsébet 1347–1393 | IV. (I.) Károly német-római császár és cseh király 1316–1378 1. fg. Valois Blanka 1316–1348 2. fg.: Bajor Anna 1329–1353 3. fg. Świdnicai Anna 1339 körül–1362 4. fg. Pomerániai Erzsébet 1347–1393 | IV. (I.) Károly német-római császár és cseh király 1316–1378 1. fg. Valois Blanka 1316–1348 2. fg.: Bajor Anna 1329–1353 3. fg. Świdnicai Anna 1339 körül–1362 4. fg. Pomerániai Erzsébet 1347–1393 | | | | | | | I. Lajos briegi herceg 1313/21–1398 felesége Piast Ágnes 1312/21–1362                                        | I. Lajos briegi herceg 1313/21–1398 felesége Piast Ágnes 1312/21–1362                                        | I. Lajos briegi herceg 1313/21–1398 felesége Piast Ágnes 1312/21–1362                                        | I. Lajos briegi herceg 1313/21–1398 felesége Piast Ágnes 1312/21–1362                                        | I. Lajos briegi herceg 1313/21–1398 felesége Piast Ágnes 1312/21–1362                                        | I. Lajos briegi herceg 1313/21–1398 felesége Piast Ágnes 1312/21–1362                                        |  |  |  |  | Kotromanić Katalin bosnyák királyi hercegnő ?–1396 körül férje: I. Hermann cillei gróf 1332/34–1385                     | Kotromanić Katalin bosnyák királyi hercegnő ?–1396 körül férje: I. Hermann cillei gróf 1332/34–1385                     | Kotromanić Katalin bosnyák királyi hercegnő ?–1396 körül férje: I. Hermann cillei gróf 1332/34–1385                     | Kotromanić Katalin bosnyák királyi hercegnő ?–1396 körül férje: I. Hermann cillei gróf 1332/34–1385                     | Kotromanić Katalin bosnyák királyi hercegnő ?–1396 körül férje: I. Hermann cillei gróf 1332/34–1385                     | Kotromanić Katalin bosnyák királyi hercegnő ?–1396 körül férje: I. Hermann cillei gróf 1332/34–1385                     |  |  |  |  |  |  |  |  |  |  |  |  |  |  |  |  |  |  |  |  |  |  |  |  |  |  |  |  |  |  |  |  |  |  |  |  |  |  |  |  |  |  |
|  |  |  |  |  |  | [4.] Luxemburgi Zsigmond magyar és cseh király, német-római császár 1368–1437 1. fg. I. (Anjou) Mária magyar királynő 1371–1395 2. fg. Cillei Borbála 1392–1451 ld. jobbra lent                     | [4.] Luxemburgi Zsigmond magyar és cseh király, német-római császár 1368–1437 1. fg. I. (Anjou) Mária magyar királynő 1371–1395 2. fg. Cillei Borbála 1392–1451 ld. jobbra lent                     | [4.] Luxemburgi Zsigmond magyar és cseh király, német-római császár 1368–1437 1. fg. I. (Anjou) Mária magyar királynő 1371–1395 2. fg. Cillei Borbála 1392–1451 ld. jobbra lent                     | [4.] Luxemburgi Zsigmond magyar és cseh király, német-római császár 1368–1437 1. fg. I. (Anjou) Mária magyar királynő 1371–1395 2. fg. Cillei Borbála 1392–1451 ld. jobbra lent                     | [4.] Luxemburgi Zsigmond magyar és cseh király, német-római császár 1368–1437 1. fg. I. (Anjou) Mária magyar királynő 1371–1395 2. fg. Cillei Borbála 1392–1451 ld. jobbra lent                     | [4.] Luxemburgi Zsigmond magyar és cseh király, német-római császár 1368–1437 1. fg. I. (Anjou) Mária magyar királynő 1371–1395 2. fg. Cillei Borbála 1392–1451 ld. jobbra lent                     | | | | | | | Piast Margit 1342/43–1386 férje: I. Albert bajor herceg 1336–1404                                            | Piast Margit 1342/43–1386 férje: I. Albert bajor herceg 1336–1404                                            | Piast Margit 1342/43–1386 férje: I. Albert bajor herceg 1336–1404                                            | Piast Margit 1342/43–1386 férje: I. Albert bajor herceg 1336–1404                                            | Piast Margit 1342/43–1386 férje: I. Albert bajor herceg 1336–1404                                            | Piast Margit 1342/43–1386 férje: I. Albert bajor herceg 1336–1404                                            |  |  |  |  | Cillei Hermann 1360 körül–1435 felesége: Schaunbergi Anna 1358 körül–1396 körül                                         | Cillei Hermann 1360 körül–1435 felesége: Schaunbergi Anna 1358 körül–1396 körül                                         | Cillei Hermann 1360 körül–1435 felesége: Schaunbergi Anna 1358 körül–1396 körül                                         | Cillei Hermann 1360 körül–1435 felesége: Schaunbergi Anna 1358 körül–1396 körül                                         | Cillei Hermann 1360 körül–1435 felesége: Schaunbergi Anna 1358 körül–1396 körül                                         | Cillei Hermann 1360 körül–1435 felesége: Schaunbergi Anna 1358 körül–1396 körül                                         |  |  |  |  |  |  |  |  |  |  |  |  |  |  |  |  |  |  |  |  |  |  |  |  |  |  |  |  |  |  |  |  |  |  |  |  |  |  |  |  |  |  |
|  |  |  |  |  |  | [4.] Luxemburgi Zsigmond magyar és cseh király, német-római császár 1368–1437 1. fg. I. (Anjou) Mária magyar királynő 1371–1395 2. fg. Cillei Borbála 1392–1451 ld. jobbra lent                     | [4.] Luxemburgi Zsigmond magyar és cseh király, német-római császár 1368–1437 1. fg. I. (Anjou) Mária magyar királynő 1371–1395 2. fg. Cillei Borbála 1392–1451 ld. jobbra lent                     | [4.] Luxemburgi Zsigmond magyar és cseh király, német-római császár 1368–1437 1. fg. I. (Anjou) Mária magyar királynő 1371–1395 2. fg. Cillei Borbála 1392–1451 ld. jobbra lent                     | [4.] Luxemburgi Zsigmond magyar és cseh király, német-római császár 1368–1437 1. fg. I. (Anjou) Mária magyar királynő 1371–1395 2. fg. Cillei Borbála 1392–1451 ld. jobbra lent                     | [4.] Luxemburgi Zsigmond magyar és cseh király, német-római császár 1368–1437 1. fg. I. (Anjou) Mária magyar királynő 1371–1395 2. fg. Cillei Borbála 1392–1451 ld. jobbra lent                     | [4.] Luxemburgi Zsigmond magyar és cseh király, német-római császár 1368–1437 1. fg. I. (Anjou) Mária magyar királynő 1371–1395 2. fg. Cillei Borbála 1392–1451 ld. jobbra lent                     | | | | | | | Piast Margit 1342/43–1386 férje: I. Albert bajor herceg 1336–1404                                            | Piast Margit 1342/43–1386 férje: I. Albert bajor herceg 1336–1404                                            | Piast Margit 1342/43–1386 férje: I. Albert bajor herceg 1336–1404                                            | Piast Margit 1342/43–1386 férje: I. Albert bajor herceg 1336–1404                                            | Piast Margit 1342/43–1386 férje: I. Albert bajor herceg 1336–1404                                            | Piast Margit 1342/43–1386 férje: I. Albert bajor herceg 1336–1404                                            |  |  |  |  | Cillei Hermann 1360 körül–1435 felesége: Schaunbergi Anna 1358 körül–1396 körül                                         | Cillei Hermann 1360 körül–1435 felesége: Schaunbergi Anna 1358 körül–1396 körül                                         | Cillei Hermann 1360 körül–1435 felesége: Schaunbergi Anna 1358 körül–1396 körül                                         | Cillei Hermann 1360 körül–1435 felesége: Schaunbergi Anna 1358 körül–1396 körül                                         | Cillei Hermann 1360 körül–1435 felesége: Schaunbergi Anna 1358 körül–1396 körül                                         | Cillei Hermann 1360 körül–1435 felesége: Schaunbergi Anna 1358 körül–1396 körül                                         |  |  |  |  |  |  |  |  |  |  |  |  |  |  |  |  |  |  |  |  |  |  |  |  |  |  |  |  |  |  |  |  |  |  |  |  |  |  |  |  |  |  |
|  |  |  |  |  |  | [2.] Luxemburgi Erzsébet 1409–1442 férje: I. (Habsburg) Albert magyar, német és cseh király 1397–1439 ld. jobbra lent                                                                               | [2.] Luxemburgi Erzsébet 1409–1442 férje: I. (Habsburg) Albert magyar, német és cseh király 1397–1439 ld. jobbra lent                                                                               | [2.] Luxemburgi Erzsébet 1409–1442 férje: I. (Habsburg) Albert magyar, német és cseh király 1397–1439 ld. jobbra lent                                                                               | [2.] Luxemburgi Erzsébet 1409–1442 férje: I. (Habsburg) Albert magyar, német és cseh király 1397–1439 ld. jobbra lent                                                                               | [2.] Luxemburgi Erzsébet 1409–1442 férje: I. (Habsburg) Albert magyar, német és cseh király 1397–1439 ld. jobbra lent                                                                               | [2.] Luxemburgi Erzsébet 1409–1442 férje: I. (Habsburg) Albert magyar, német és cseh király 1397–1439 ld. jobbra lent                                                                               | | | | | | | Johanna Zsófia bajor–straubingi hercegnő 1373/77–1410 férje: IV. Albert osztrák herceg 1377–1404             | Johanna Zsófia bajor–straubingi hercegnő 1373/77–1410 férje: IV. Albert osztrák herceg 1377–1404             | Johanna Zsófia bajor–straubingi hercegnő 1373/77–1410 férje: IV. Albert osztrák herceg 1377–1404             | Johanna Zsófia bajor–straubingi hercegnő 1373/77–1410 férje: IV. Albert osztrák herceg 1377–1404             | Johanna Zsófia bajor–straubingi hercegnő 1373/77–1410 férje: IV. Albert osztrák herceg 1377–1404             | Johanna Zsófia bajor–straubingi hercegnő 1373/77–1410 férje: IV. Albert osztrák herceg 1377–1404             |  |  |  |  | Cillei Borbála 1392–1451 férje: Luxemburgi Zsigmond magyar és cseh király, német-római császár 1368–1437 ld. balra fent | Cillei Borbála 1392–1451 férje: Luxemburgi Zsigmond magyar és cseh király, német-római császár 1368–1437 ld. balra fent | Cillei Borbála 1392–1451 férje: Luxemburgi Zsigmond magyar és cseh király, német-római császár 1368–1437 ld. balra fent | Cillei Borbála 1392–1451 férje: Luxemburgi Zsigmond magyar és cseh király, német-római császár 1368–1437 ld. balra fent | Cillei Borbála 1392–1451 férje: Luxemburgi Zsigmond magyar és cseh király, német-római császár 1368–1437 ld. balra fent | Cillei Borbála 1392–1451 férje: Luxemburgi Zsigmond magyar és cseh király, német-római császár 1368–1437 ld. balra fent |  |  |  |  |  |  |  |  |  |  |  |  |  |  |  |  |  |  |  |  |  |  |  |  |  |  |  |  |  |  |  |  |  |  |  |  |  |  |  |  |  |  |
|  |  |  |  |  |  | [2.] Luxemburgi Erzsébet 1409–1442 férje: I. (Habsburg) Albert magyar, német és cseh király 1397–1439 ld. jobbra lent                                                                               | [2.] Luxemburgi Erzsébet 1409–1442 férje: I. (Habsburg) Albert magyar, német és cseh király 1397–1439 ld. jobbra lent                                                                               | [2.] Luxemburgi Erzsébet 1409–1442 férje: I. (Habsburg) Albert magyar, német és cseh király 1397–1439 ld. jobbra lent                                                                               | [2.] Luxemburgi Erzsébet 1409–1442 férje: I. (Habsburg) Albert magyar, német és cseh király 1397–1439 ld. jobbra lent                                                                               | [2.] Luxemburgi Erzsébet 1409–1442 férje: I. (Habsburg) Albert magyar, német és cseh király 1397–1439 ld. jobbra lent                                                                               | [2.] Luxemburgi Erzsébet 1409–1442 férje: I. (Habsburg) Albert magyar, német és cseh király 1397–1439 ld. jobbra lent                                                                               | | | | | | | Johanna Zsófia bajor–straubingi hercegnő 1373/77–1410 férje: IV. Albert osztrák herceg 1377–1404             | Johanna Zsófia bajor–straubingi hercegnő 1373/77–1410 férje: IV. Albert osztrák herceg 1377–1404             | Johanna Zsófia bajor–straubingi hercegnő 1373/77–1410 férje: IV. Albert osztrák herceg 1377–1404             | Johanna Zsófia bajor–straubingi hercegnő 1373/77–1410 férje: IV. Albert osztrák herceg 1377–1404             | Johanna Zsófia bajor–straubingi hercegnő 1373/77–1410 férje: IV. Albert osztrák herceg 1377–1404             | Johanna Zsófia bajor–straubingi hercegnő 1373/77–1410 férje: IV. Albert osztrák herceg 1377–1404             |  |  |  |  | Cillei Borbála 1392–1451 férje: Luxemburgi Zsigmond magyar és cseh király, német-római császár 1368–1437 ld. balra fent | Cillei Borbála 1392–1451 férje: Luxemburgi Zsigmond magyar és cseh király, német-római császár 1368–1437 ld. balra fent | Cillei Borbála 1392–1451 férje: Luxemburgi Zsigmond magyar és cseh király, német-római császár 1368–1437 ld. balra fent | Cillei Borbála 1392–1451 férje: Luxemburgi Zsigmond magyar és cseh király, német-római császár 1368–1437 ld. balra fent | Cillei Borbála 1392–1451 férje: Luxemburgi Zsigmond magyar és cseh király, német-római császár 1368–1437 ld. balra fent | Cillei Borbála 1392–1451 férje: Luxemburgi Zsigmond magyar és cseh király, német-római császár 1368–1437 ld. balra fent |  |  |  |  |  |  |  |  |  |  |  |  |  |  |  |  |  |  |  |  |  |  |  |  |  |  |  |  |  |  |  |  |  |  |  |  |  |  |  |  |  |  |
|  |  |  |  |  |  | Habsburg Anna 1432–1462 jegyese: I. (III.) Ulászló lengyel és magyar király | Habsburg Anna 1432–1462 jegyese: I. (III.) Ulászló lengyel és magyar király | Habsburg Anna 1432–1462 jegyese: I. (III.) Ulászló lengyel és magyar király | Habsburg Anna 1432–1462 jegyese: I. (III.) Ulászló lengyel és magyar király | Habsburg Anna 1432–1462 jegyese: I. (III.) Ulászló lengyel és magyar király | Habsburg Anna 1432–1462 jegyese: I. (III.) Ulászló lengyel és magyar király | | | | | | | I. (V.) Albert magyar, német és cseh király 1397–1439 felesége: Luxemburgi Erzsébet 1409–1442 ld. balra fent | I. (V.) Albert magyar, német és cseh király 1397–1439 felesége: Luxemburgi Erzsébet 1409–1442 ld. balra fent | I. (V.) Albert magyar, német és cseh király 1397–1439 felesége: Luxemburgi Erzsébet 1409–1442 ld. balra fent | I. (V.) Albert magyar, német és cseh király 1397–1439 felesége: Luxemburgi Erzsébet 1409–1442 ld. balra fent | I. (V.) Albert magyar, német és cseh király 1397–1439 felesége: Luxemburgi Erzsébet 1409–1442 ld. balra fent | I. (V.) Albert magyar, német és cseh király 1397–1439 felesége: Luxemburgi Erzsébet 1409–1442 ld. balra fent |  |  |  |  | | | | | | |  |  |  |  |  |  |  |  |  |  |  |  |  |  |  |  |  |  |  |  |  |  |  |  |  |  |  |  |  |  |  |  |  |  |  |  |  |  |  |  |  |  |

## Gyermekei
- Férjétől, I. (Habsburg) Albert (1397–1439) osztrák (V.) hercegtől, magyar, horvát, cseh és német (II.) királytól, négy gyermek:
  - Anna (1432–1462) magyar trónkövetelő 1457–1458-ban, jegyese I. Ulászló (1424–1444) magyar és lengyel király, férje III. Vilmos (1425–1482) türingiai tartománygróf, I. Frigyes szász herceg és választófejedelem fia, két leány:
    - Margit (1449–1501), férje I. János Cicero (1455–1499) brandenburgi őrgróf és választófejedelem, hét gyermek
    - Katalin (1453–1534), férje II. (Podjebrád) Henrik (1452–1492) münsterbergi herceg, I. (Podjebrád) György cseh király fia és Podjebrád Katalin magyar királyné féltestvére, két gyermek

  - György (Bécs, 1435. február 16. – Bécs, 1435. február 16.) osztrák herceg és trónörökös, morva őrgróf
  - Erzsébet (1437–1505) magyar, cseh és német királyi hercegnő, férje IV. Kázmér (1427–1492) lengyel király, I. Ulászló öccse, 13 gyermek, többek között:
    - II. Jagelló Ulászló, Dobzse László (1456–1516), II. Ulászló néven magyar és cseh király

  - László (1440–1457), V. László néven magyar és cseh király, osztrák herceg, 1453-tól főherceg, nem nősült meg, gyermekei nem születtek, jegyese Valois Magdolna (1443–1495) francia királyi hercegnő, VII. Károly francia király lánya